# Ridgefield (New Jersey)
Ridgefield is een plaats (borough) in de Amerikaanse staat New Jersey, en valt bestuurlijk gezien onder Bergen County.

## Demografie
Bij de volkstelling in 2000 werd het aantal inwoners vastgesteld op 10.830.
In 2006 is het aantal inwoners door het United States Census Bureau geschat op 10.996, een stijging van 166 (1.5%).

## Geografie
Volgens het United States Census Bureau beslaat de plaats een oppervlakte van
7,5 km², waarvan 6,8 km² land en 0,7 km² water.

## Geboren
- Tim Bogert (1944), basgitarist en zanger (o.a. Vanilla Fudge, Cactus, Beck, Bogert & Appice)
- Casper Van Dien (1968), acteur

## Plaatsen in de nabije omgeving
De onderstaande figuur toont nabijgelegen plaatsen in een straal van 4 km rond Ridgefield.